# Dorothea Rust

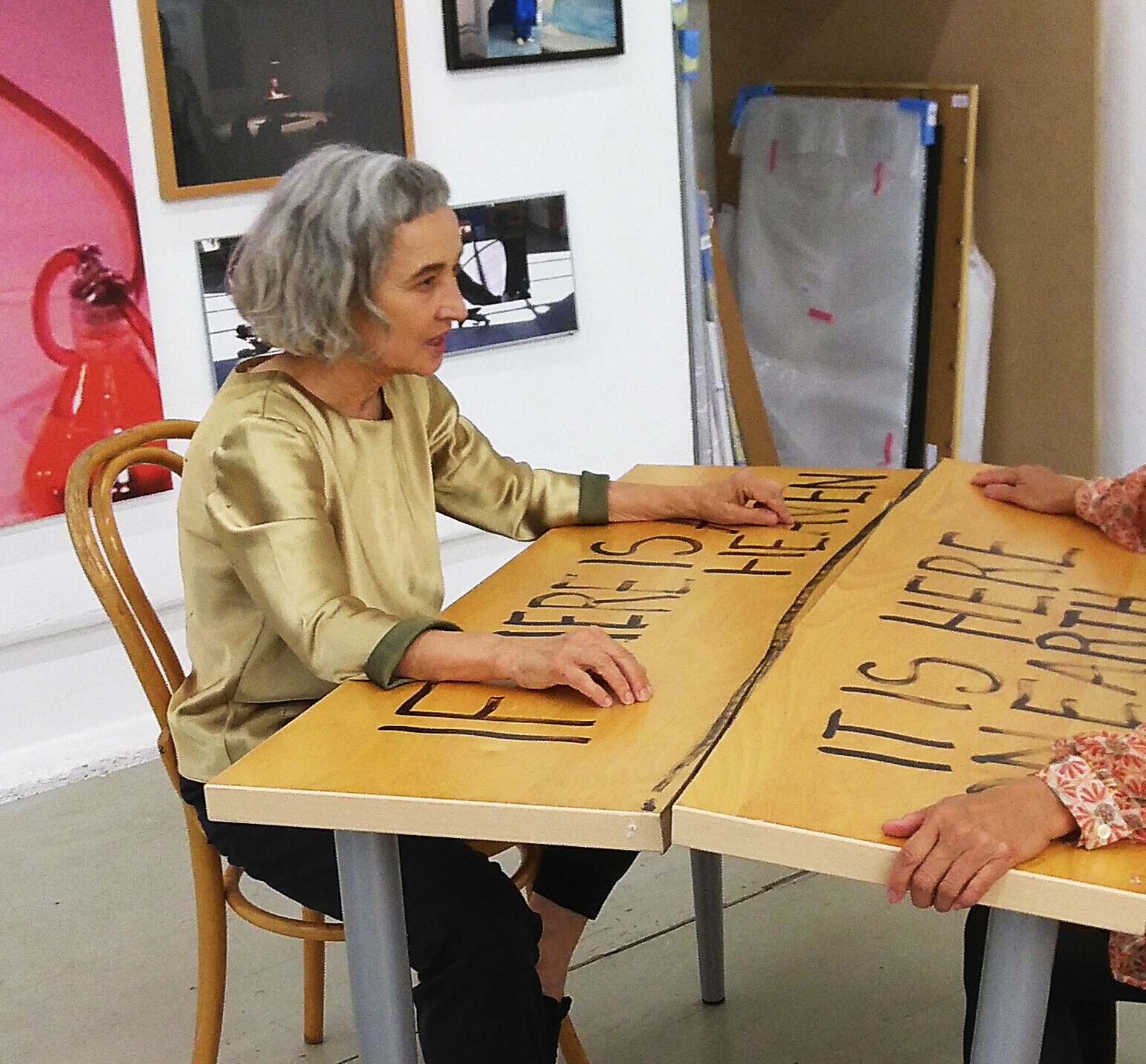
Dorothea Rust, If There Is A Heaven, performative Intervention @ Kaskadenkondensator Basel 2019

Dorothea Rust (eigentlich Dora Anna Rust; * 15. November 1955 in Zug, heimatberechtigt in Walchwil, Zug) ist eine Schweizer Performancekünstlerin und Tänzerin. Sie lebt und arbeitet in Zürich. 2016 wurde sie mit dem «Performance Preis Schweiz» ausgezeichnet.

## Leben
Dorothea Rust studierte von 1979 bis 1983 modernen Tanz in Zürich und Bern (rhythmische Gymnastik und Ausdruckstanz basierend auf Laban-Technik, Graham-Technik, Cunningham und Limon-Technik, Improvisation, klassisches Ballett, Eutonie nach Gerda Alexander, Stimmbildung/Gesangsunterricht u. a.)
Anschliessend zog sie nach New York, wo sie von 1983 bis 1991 Postmodernen Tanz und Performance studierte. Prägend waren die freien Improvisationen zwischen verschiedenen Genres, das instant composition and choreography Verfahren, wie es in diesen transdisziplinären Zusammenarbeiten ausgearbeitet wurde. Sie arbeitete in New York auch mit der Choreografin Deborah Gladstein, mit der sie von 1984 bis 1990 international tourte. In den 80er und 90er Jahren performte sie mit Musikerinnen und Tänzerinnen wie Hildegard Kleeb, Malcolm Golstein, Margit Schenker, Jeremias Schwarzer, Charlotte Hug, Omri Ziegele und Eva Karczag. Von 1994 bis 1997 bildete sich Dorothea Rust in Zürich und New York zur Lehrerin der Alexander-Technik (ACAT) aus. 1999 bis 2003 erfolgte ihr Studium Bildende Kunst und von 2004 bis 2006 in MAS Culture/Gender Studies, beides an der Zürcher Hochschule der Künste.
Seit Anfang der 2000er-Jahre ist Rust auch kuratorisch aktiv, zum Beispiel mit Der längste Tag, 16 Stunden nonstop Performances unter freiem Himmel (2004–2008 Ko-Kuratorium mit Peter Emch; seit 2014 mit Irene Müller) und GNOM gruppe für neue musik baden (2009–2015). Im Dezember 2019 organisierte sie gemeinsam mit der Irene Müller erstmals Die Längste Nacht – The Longest Night, 16 Stunden nonstop Performances, im Kunstraum Walcheturm Zürich.
Seit 2000 zeigte Dorothea Rust ihre Performances unter anderem an der Performance Biennale DEFORMES in Chile, am ZAZ Festival in Israel, am Live Art Festival Bangalore in Indien, am Performance Art Center in Toronto oder am Momentum 5 Plattform für Performance-Kunst in Brüssel. 2016 erhielt sie den Schweizer Performance Preis.
Im Sommer 2022 war sie Teil der Konzeption der von Muda Mathis, Chris Regn, Andrea Saemann und Lena Eriksson kuratierten Ausstellung Bang Bang – Translokale Performance Geschichten im Museum Tinguely.

## Auszeichnungen (Auswahl)
- 2019: Freiraumbeitrag, Kanton Zürich Fachstelle Kultur[20]
- 2017: Bressay Lighthouse, Art Residency by Shetland Amenity Trust
- 2016:  Residency The Booth, Scalloway Shetland
- 2016: Preisträgerin Performancepreis Schweiz[21]
- 2015: Residency am Hafnarfjordur Center of Culture and Fine Arts, Hafnarborg, Island[22]
- 2014: Anerkennungspreis der  STEO Stiftung Zürich[10]
- 2013: Pro Helvetia Research Residency in New Delhi India
- 2007: Performancepreis Schweiz des Kunstkredits Basel, mit Auszeichnung[23]
- 1999: Zuger Werkjahr
- 1992: Kulturelle Auszeichnung der Stadt Zürich: Werkjahrbeitrag
- 1989: Atelieraufenthalt im  Kulturzentrum Binz39 Scuol-Nairs
- 1988: Residency am  Yellow Springs Institute, Chester Springs, Philadelphia USA, mit Choreographin/Tänzerin Deborah Gladstein New York

Quelle:

## Ausstellungen (Auswahl)
- 2023: FUTURE PLAN(T)S — Art meets Science, Departemen of Environmental System Science, ETH Zurich[25]
- 2022: Fundus 40 – Werke aus der Sammlung, Das marsie - Raum für kollektive Kunst,  Zürich
- 2022: Bang Bang – translokale Performancegeschichten im Museum Tinguely in Basel[26]
- 2021: Doce en diciembre - Basel Edition, Ausstellung und Performances Kaskadenkondensator Basel
- 2021: Hidden Flowers Bloom Most Beautifully, Parallel-Ausstellung und Dialog über zeitgenössische Kunst auf dem Lande in Bühler, Appenzell und im Mareel, Lerwick Shetland mit Künstlern aus Shetland und aus der Schweiz. Kuratiert vom Kollektive Streunende Hunde[27]
- 2021: AIR_WASTE_HEALTH_WATER_ENERGY_SOIL, Kunst-Ausstellung mit Events, mit 36 Künstlern in der Genossenschaft Gleis 70, Zürich-Altstetten[28]
- 2019: Digital Dramatizations: Ecologies from the Future. Digital Ecologies 2018–2019, Plovdiv; Bulgarien. Kuratiert von Dimitrina Sevova
- 2018: Operaismo Naturale: Ecology of the Event, Fold 1 of Digital Ecologies: a project in two folds in Plovdiv, Bulgarien: Center for Contemporary Art ‘Ancient Bath’ und im ehemaliges Tabak-Lagerhaus SKLAD. Kuratiert von Dimitrina Sevova

- 2017: leichtbekömmlich, Kunsthalle Luzern, Gruppenausstellung[29]
- 2015: Dashboard Kunsthalle Luzern, Installation SHAKE IT nach/after Simon Forti[30]
- 2013: Der Himmel über Luzern, Ausstellungs- und Performanceprojekt im Dialog mit Irene Müller (Kunstwissenschaftlerin / freie Kuratorin, Zürich), Miriam Sturzenegger (bildende Künstlerin, Luzern) und Mario Marchisella (Musiker / Komponist / Künstler, Zürich)[31]
- 2013: Dorothea Rust, o.T. Raum für aktuelle Kunst Luzern, Einzelausstellung[31]
- 2011: Unter Bäumen, Künstlerische Projekte im Schlosspark Wädenswil, Gruppenausstellung[32]
- 2006: Dorothea Rust, Forum Vebikus, Kammgarn Schaffhausen, Einzelausstellung[33]

## Performance (Auswahl)
- 2023: Doce em Diciembre – Brazil Edition, Casa Franca – Brasil, Rio de Janeiro[34]
- 2023: Performance Festival, The world is more complicated than our truths about it, Mazovian Museum Płocku, Polen[35]
- 2022: Bang Bang – translokale Performancegeschichten, criss-crossed performance und Collective fragments continued, Museum Tinguely in Basel[26][36]
- 2021: Doce en Diecembre – Basel Edition, Beckett Walk VI — another ghost dance, Kaskadenkondensator Basel[37][38]
- 2020: (aus)schwärmen, Intervention auf dem Helvetiaplatz Zürich, Kunsthaus Aussersihl, Zürich
- 2020: Selfie im Bau II, Fachhochschule Nordwestschweiz FHNW[39]
- 2019: Die längste Nacht, Kunstraum Walcheturm, Zürich[40]
- 2018: Doce en Diciembre, Beitrag zum Performanceanlass, PROA 21[41], Buenos Aires, Argentinien
- 2016: Performancepreis Schweiz: Performance Ritual für (den) einen Mittelpunkt[17]
- 2016: Null Komma, Performance Andrea Saemann Dorothea Rust, Rümelinsplatz, Basel, Must or Not, Kaskadenkondensator
- 2015: FADO Performance Art Center Toronto, im Programm mit Victoria Gray (GB); Performance ÜBUNG/EXERCISE No. 6[42]
- 2015: KIPAF Kolkata International Performance Festival India: Performance l'animoteur_3[43]
- 2014: ZWISCHENRÄUME, eine Performance-Art-Reihe, sihlquai 55 inspace Zürich: Performance BUTLER 1 in Kollaboration mit Bernadett Settele
- 2013: o.T. Raum für aktuelle Kunst Luzern, Ausstellungsprojekt mit vier Performances im Dialog: Performance + Installation 1 solo, Performance 2 mit Irene Müller, Performance 3 mit Miriam Sturzenegger, Performance 4 mit Mario Marchisella[31]
- 2012: ZAZ Festival 2012 Israel, Performance Art Platform, Tel Aviv und Haifa, Performances ANNA IX — What is real und ANNA X — Achad und Wahid, Lecture-Performance, Workshops in Kollaboration mit Monica Klingler[14]
- 2011: Live Art Festival Bangalore Indien, Venkatappa Gallery, Bar1 Studio, 1Shanthi Road, Jaaga, NGMA National Gallery of Modern Art, Performance ANNA V — I want to get inside, Lecture und Workshop
- 2010: momentum 5, Platform for Performance-Art Brussels, ART2WORK/Bellevue-Creative Brewery Brüssel: Performance Seehund Goldberg Variationen — mit Teppich[16]
- 2010: Migma Performancetage Luzern, Kunsthalle Luzern. Performance ANNA III — Exile on Main Street[44]
- 2009: Performance Sonntag im Kulturpalast Wedding international Berlin: Performance Seehund Goldberg Variation I[45]
- 2009: DatanzDa, auftakt, Tanzhaus Zürich[46]
- 2008: 2a Bienal de Performance DEFORMES Chile 2008, Diario La Nacion Santiago und MAC Museum of Contemporary Art Valdivia: Performance Dance MaEdlEy V und VI — el cuerpo es el lugar[47]
- 2008: Kunsthaus Zug, Richard Tuttle Ausstellung, DoppelPerformance mit Valerian Maly/Klara Schilliger und Malcolm Goldstein[48]
- 2007: Performancepreis Schweiz des Kunstkredit Basel, Kunsthalle Baselland Muttenz[23]
- 2007: DatanzDa, Theaterhaus Gessnerallee Zürich, Transdiskurs im P3, performativer Vortrag
- 2006: International Performance Art 06 Turbine Giswil[49]
- 2004: Durchzug/Draft 20 Jahre Stiftung Binz39, Kunsthalle Zürich, Performance
- 2002: Silence Meeting John Cage, Festival für Neue Musik, Studio für Neue Musik der Hochschule Nürnberg-Augsburg und Tafelhalle Nürnberg, Performance und Tanz mit Jeremias Schwarzer und Malcolm Goldstein[47]